# Баране (Берковићи)
Баране је насељено мјесто у општини Берковићи, у Републици Српској, Босна и Херцеговина. Према попису из 2013. ово мјесто је без становника. Према попису становништва из 1991. године у насељу је живјело 167 становника.

## Становништво
| Националност       | 2013. | 1991.        | 1981.        | 1971.        | 1961. | 1953. | 1948. |
| Муслимани          | –     | 115 (68,86%) | 120 (67,80%) | 127 (63,50%) | –     | –     | –     |
| Хрвати             | –     | 51 (30,54%)  | 53 (29,94%)  | 73 (36,50%)  | –     | –     | –     |
| Срби               | –     | –            | 1 (0,565%)   | –            | –     | –     | –     |
| остали и непознато | –     | 1 (0,599%)   | 3 (1,695%)   | –            | –     | –     | –     |
| Укупно             | 0     | 167          | 177          | 200          | –     | –     | –     |

| Демографија | Демографија | Демографија |
| Година      | Становника  | Становника  |
| ----------- | ----------- | ----------- |
| 1971.       | 200         |             |
| 1981.       | 177         |             |
| 1991.       | 167         |             |